# Belenois ianthe
Belenois ianthe är en fjärilsart som först beskrevs av Doubleday 1842.  Belenois ianthe ingår i släktet Belenois och familjen vitfjärilar. Inga underarter finns listade i Catalogue of Life.